# Liste von Sakralbauten in Siegburg

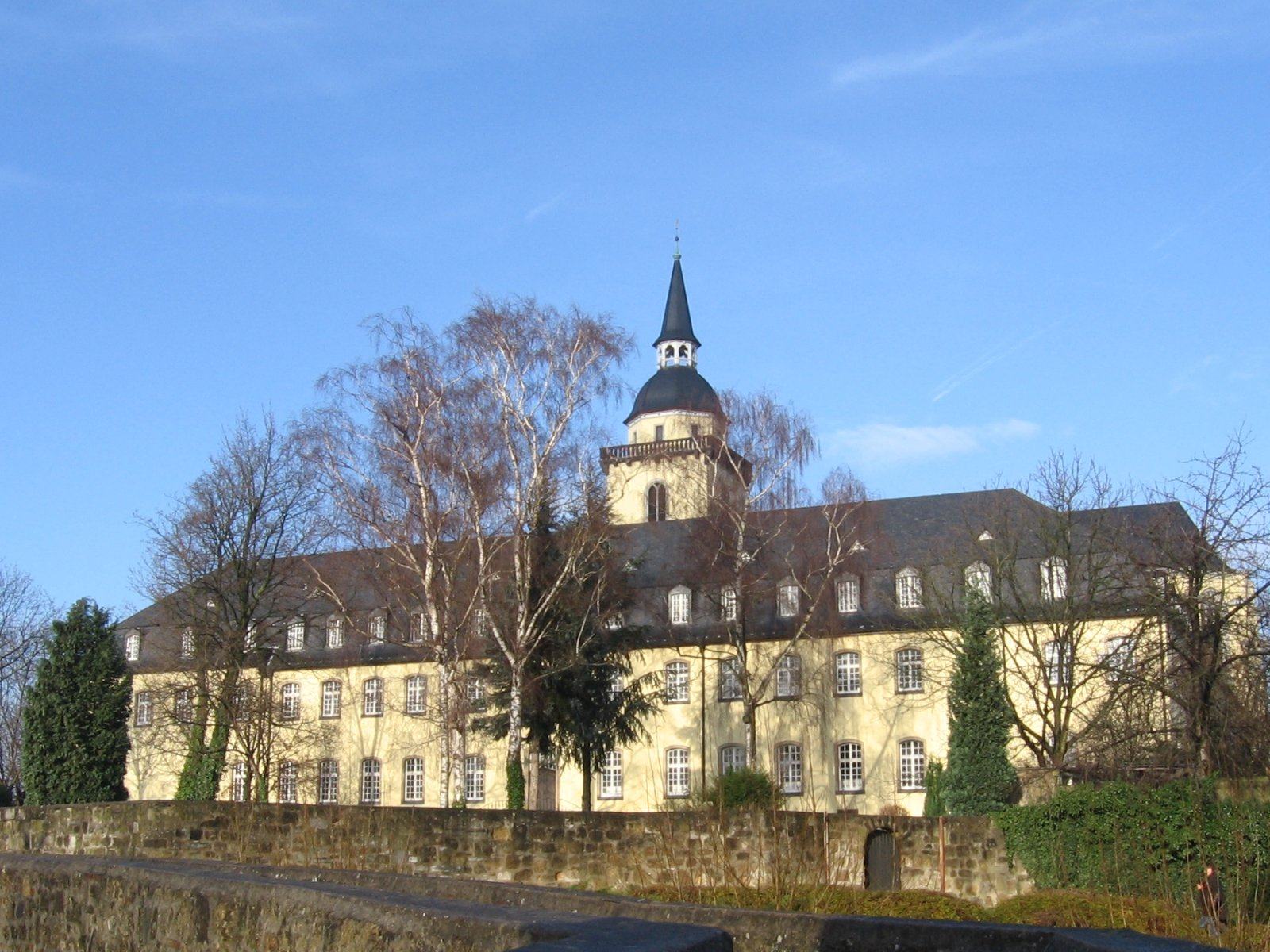
Abtei Michaelsberg

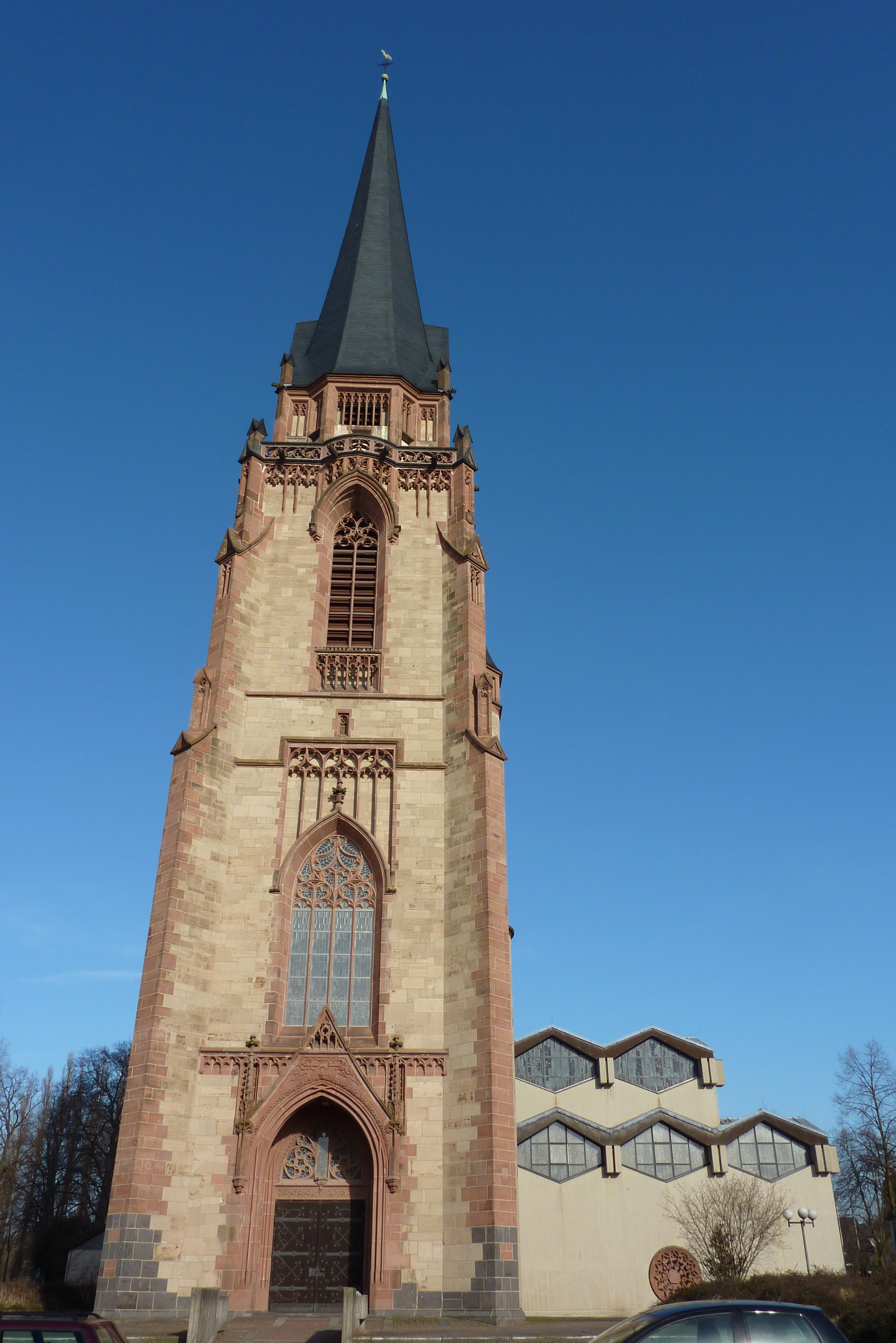
Die Kirche St. Anno

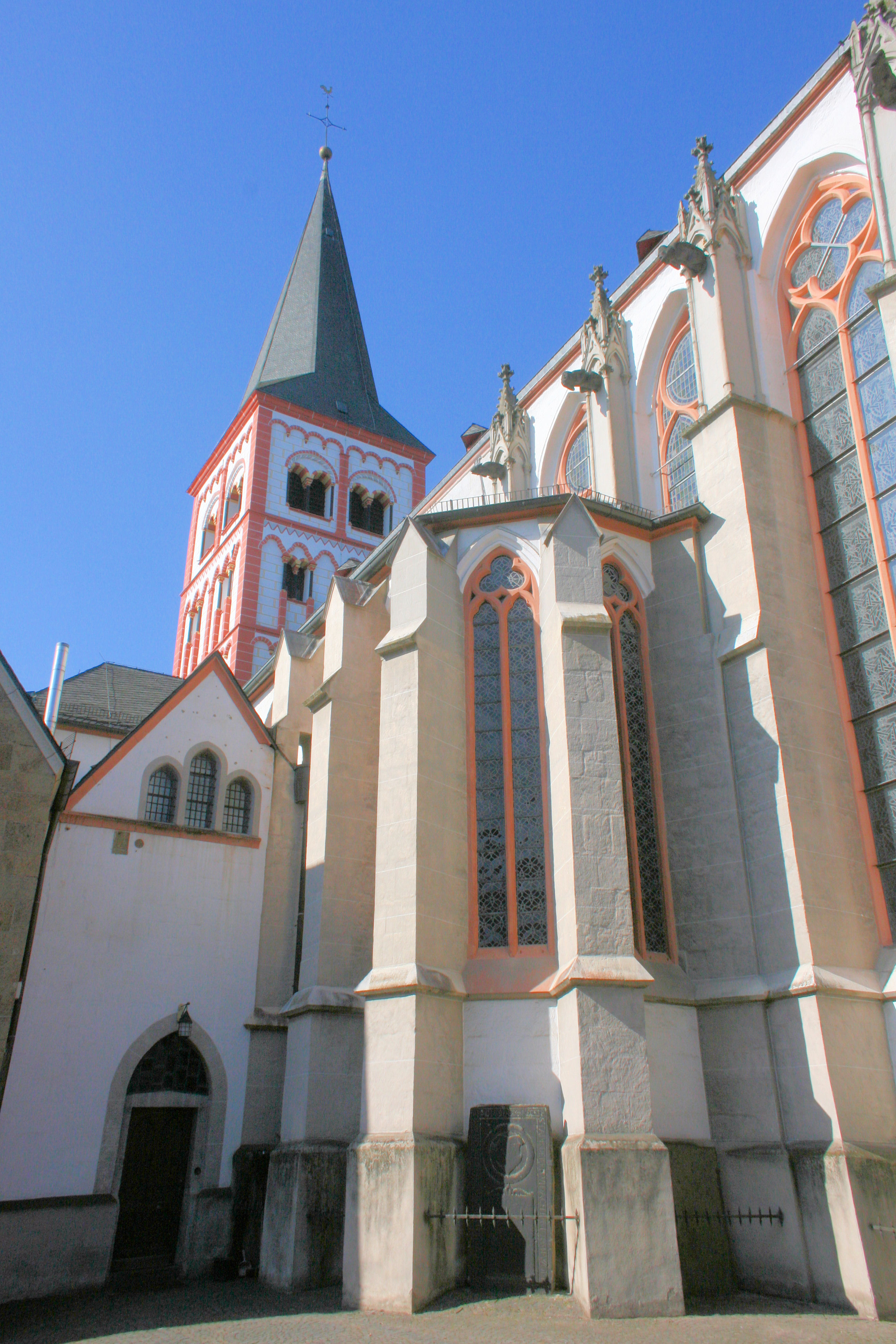
St. Servatius

Die Liste von Sakralbauten in Siegburg zeigt Gotteshäuser im Stadtgebiet von Siegburg auf.

## Klöster
- Benediktinerabtei Michaelsberg
- Kloster Seligenthal
- Haus zur Mühlen

## Katholische Kirchen
- Pfarrkirche Sankt Servatius (Innenstadt)
- Sankt Anno Aulgasse
- Sankt Hedwig Zange (Siegburg)
- Sankt Dreifaltigkeit Wolsdorf
- Sankt Elisabeth Deichhaus
- Sankt Joseph Brückberg
- Liebfrauen Kaldauen
- Sankt Mariä Empfängnis Stallberg
- St. Antonius Seligenthal
- St. Mariä Namen (Braschoß)

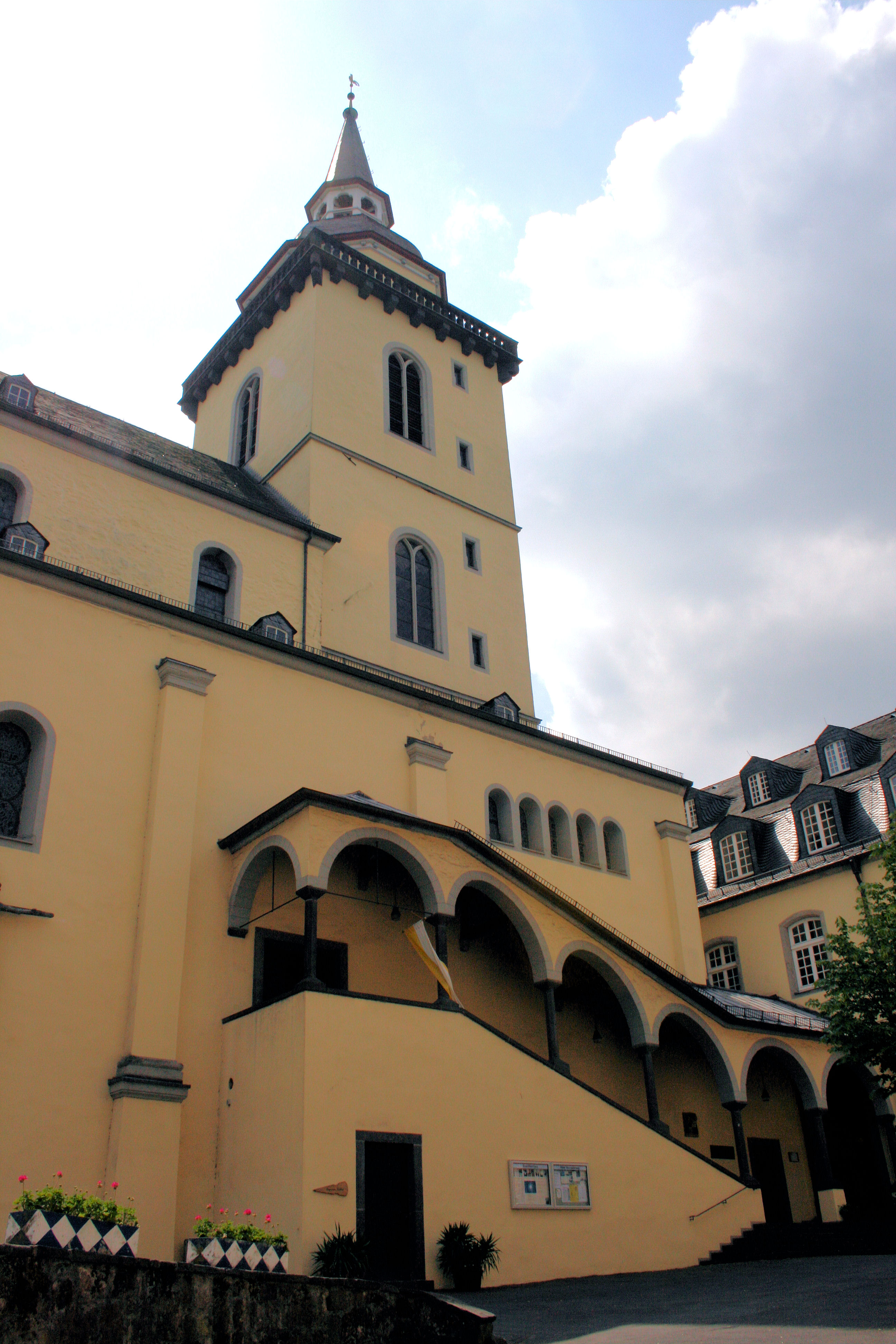
Die Kirche Sankt Michael
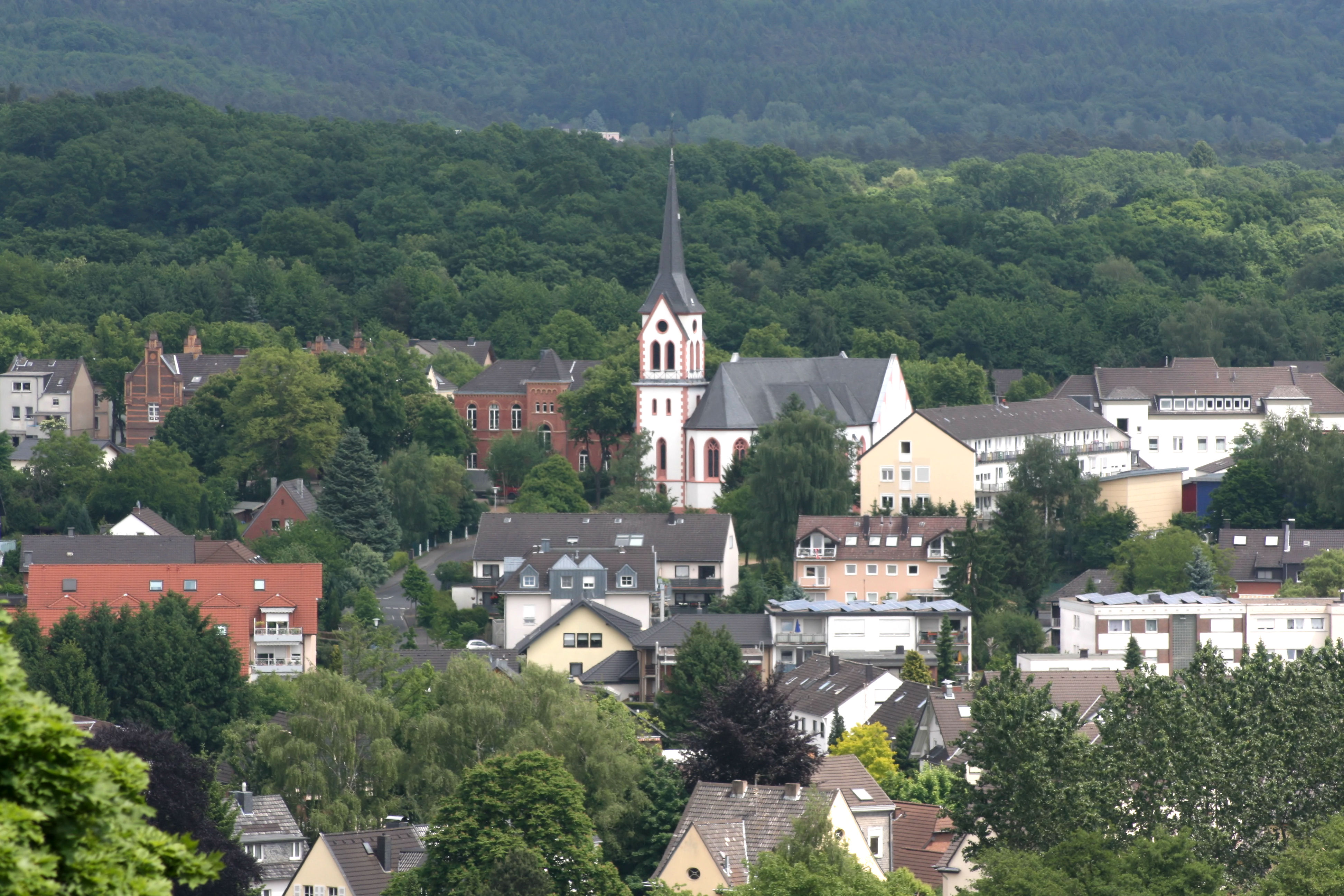
Wolsdorf mit seiner Kirche
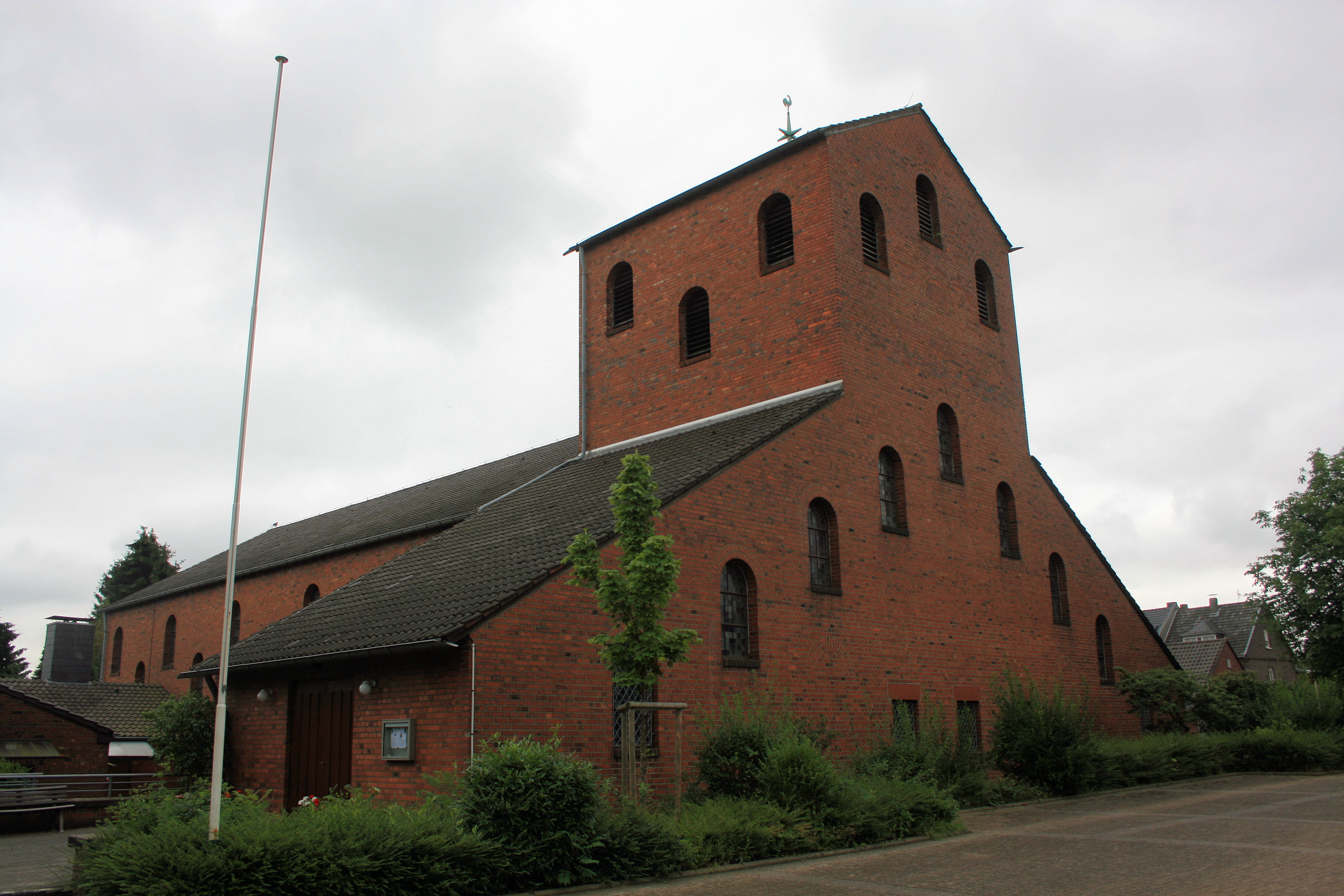
Sankt Elisabeth
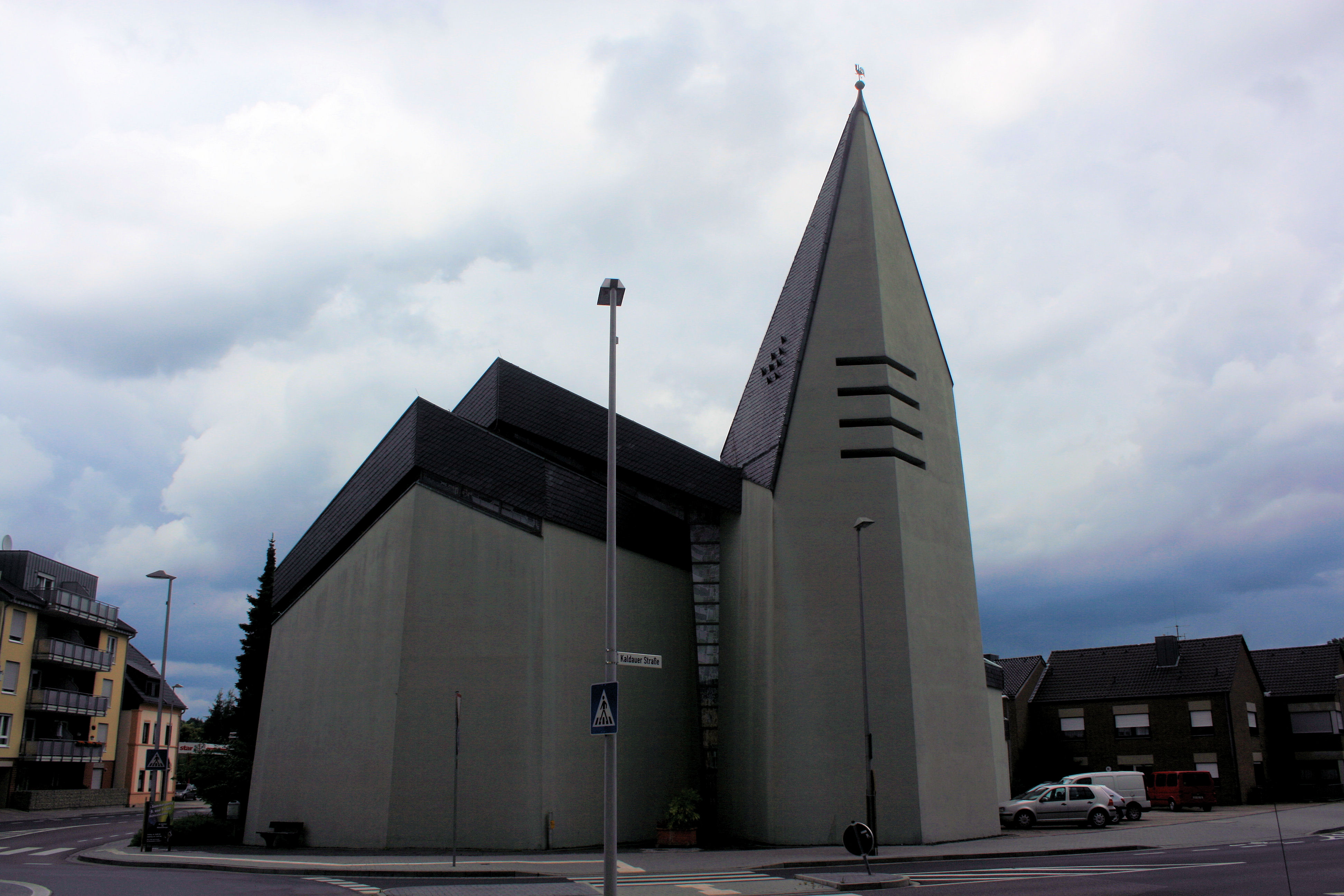
Die Kirche am Stallberg
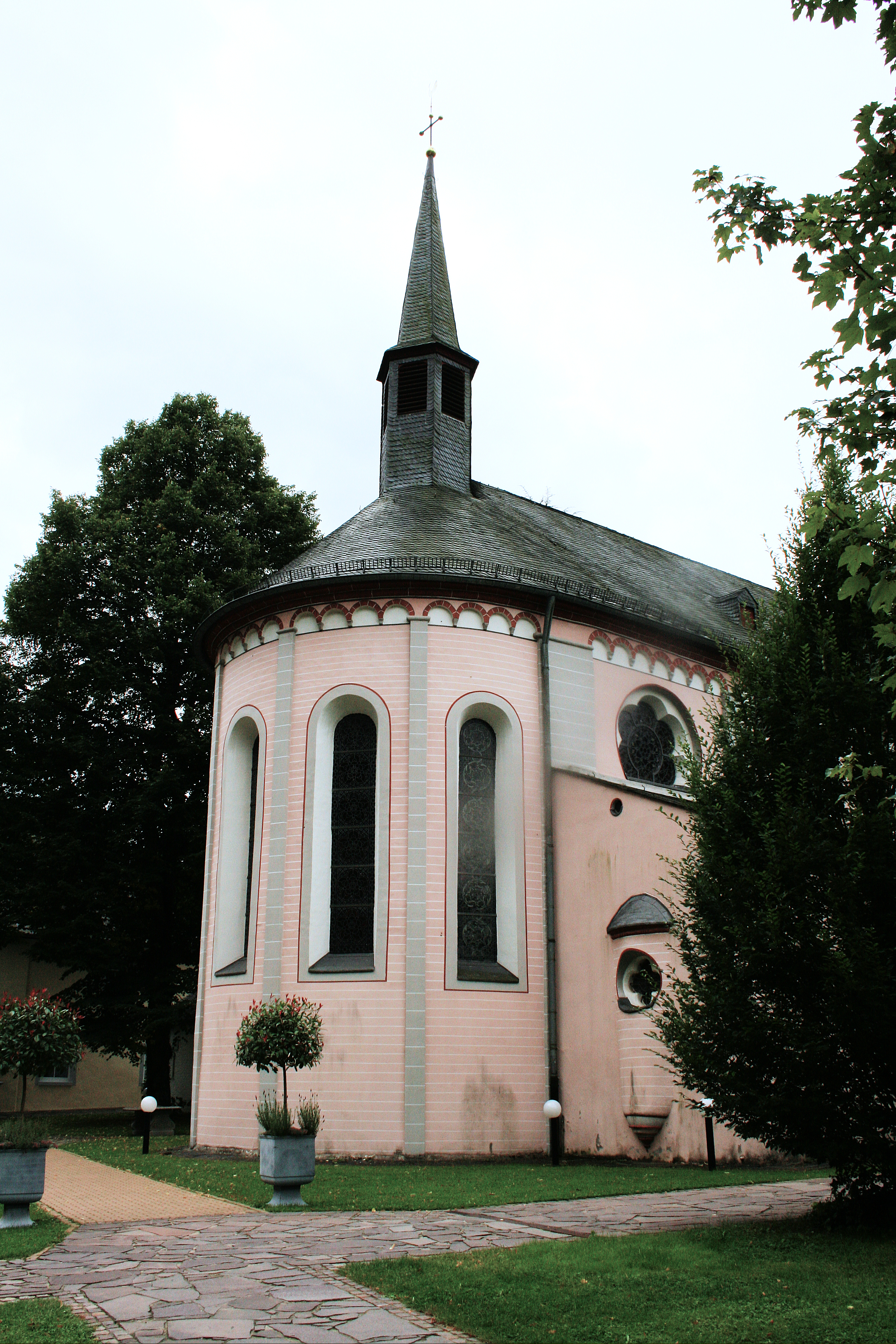
Die ehemalige Klosterkirche Sankt Antonius
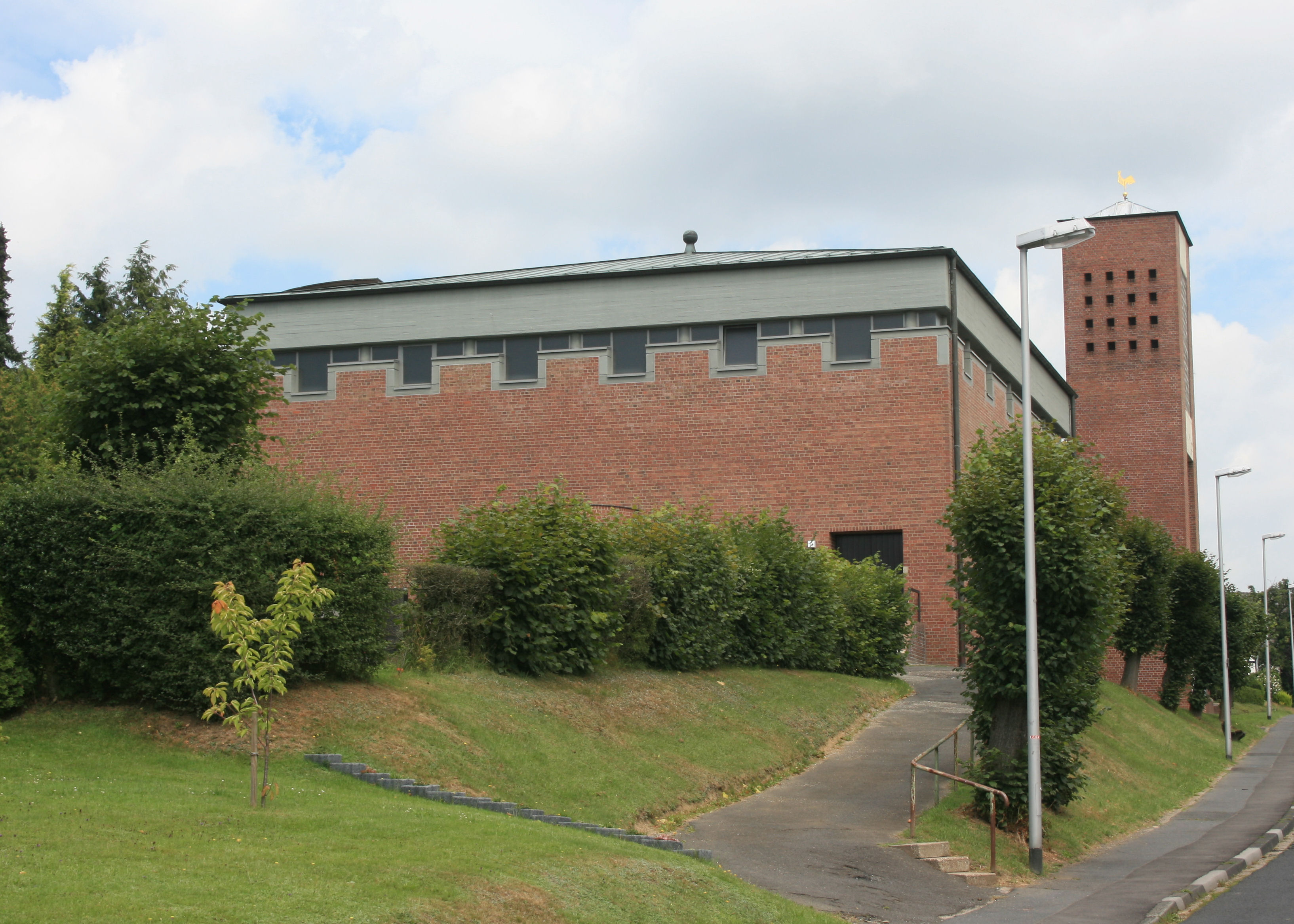
Die Kirche in Braschoß

## Evangelische Kirchen
- Ev. Kirchengemeinde Siegburg
  - Auferstehungskirche, Innenstadt
  - Erlöserkirche, Brückberg
- Ev. Kirchengemeinde Siegburg-Kaldauen
  - Friedenskirche, Siegburg-Kaldauen
- Christusgemeinde Siegburg, Frankfurter Straße
- Ev. Freikirche Siegburg, Wahnbachtalstraße
- Freie Christengemeinde Siegburg, Am Turm
- Treffpunkt Leben – Familienkirche Rhein-Sieg, Bonner Straße

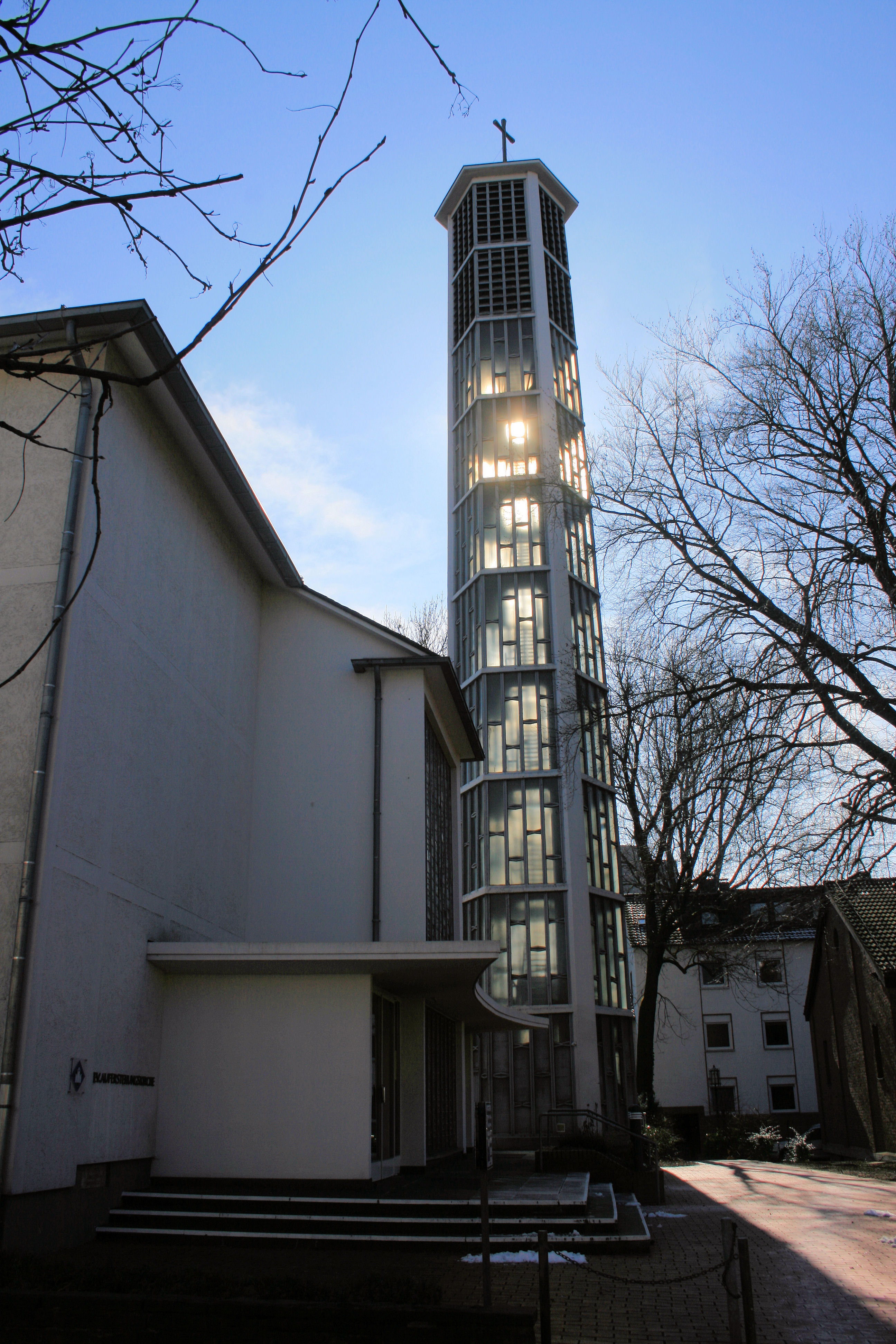
Die Auferstehungs-Kirche
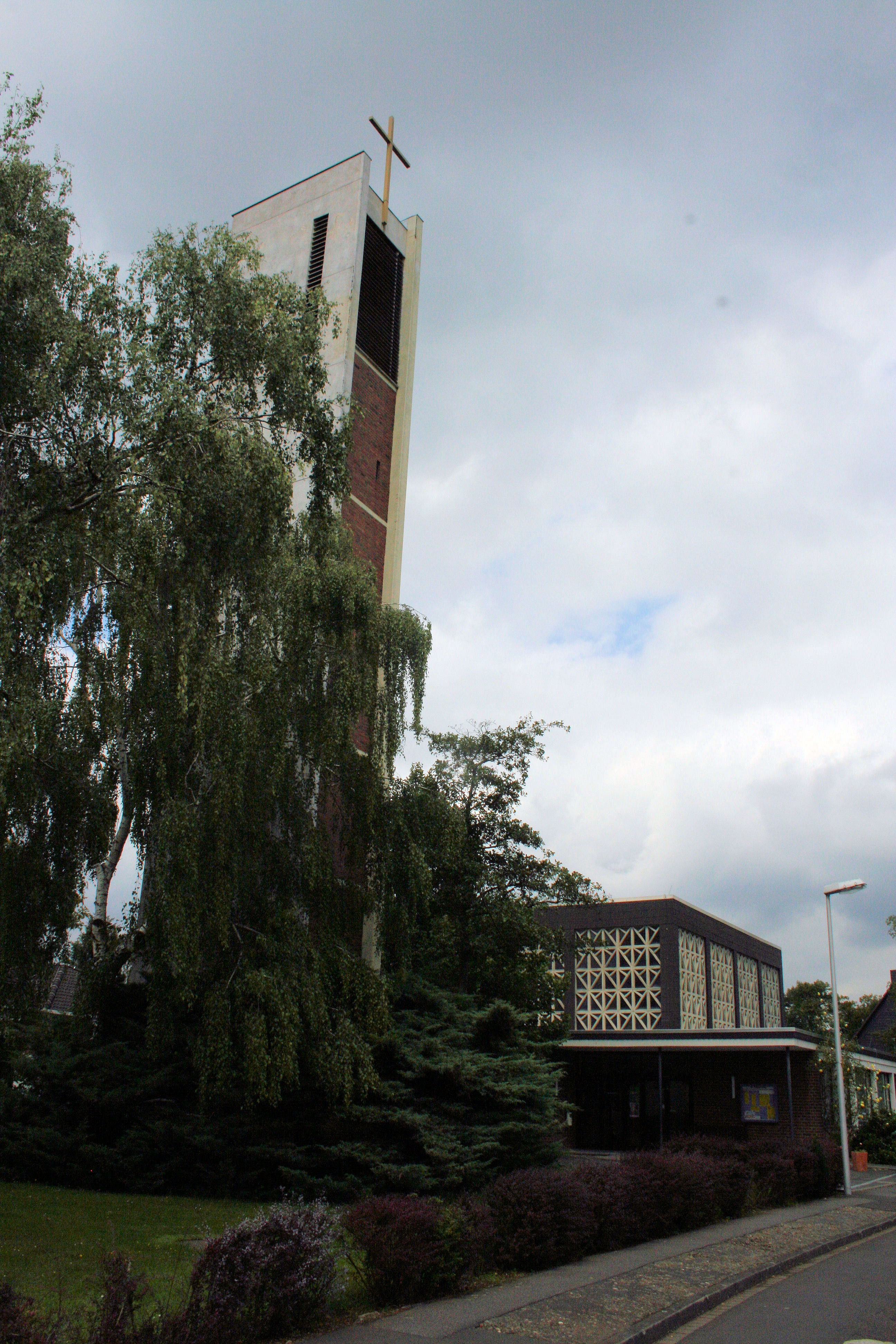
Die Erlöserkirche
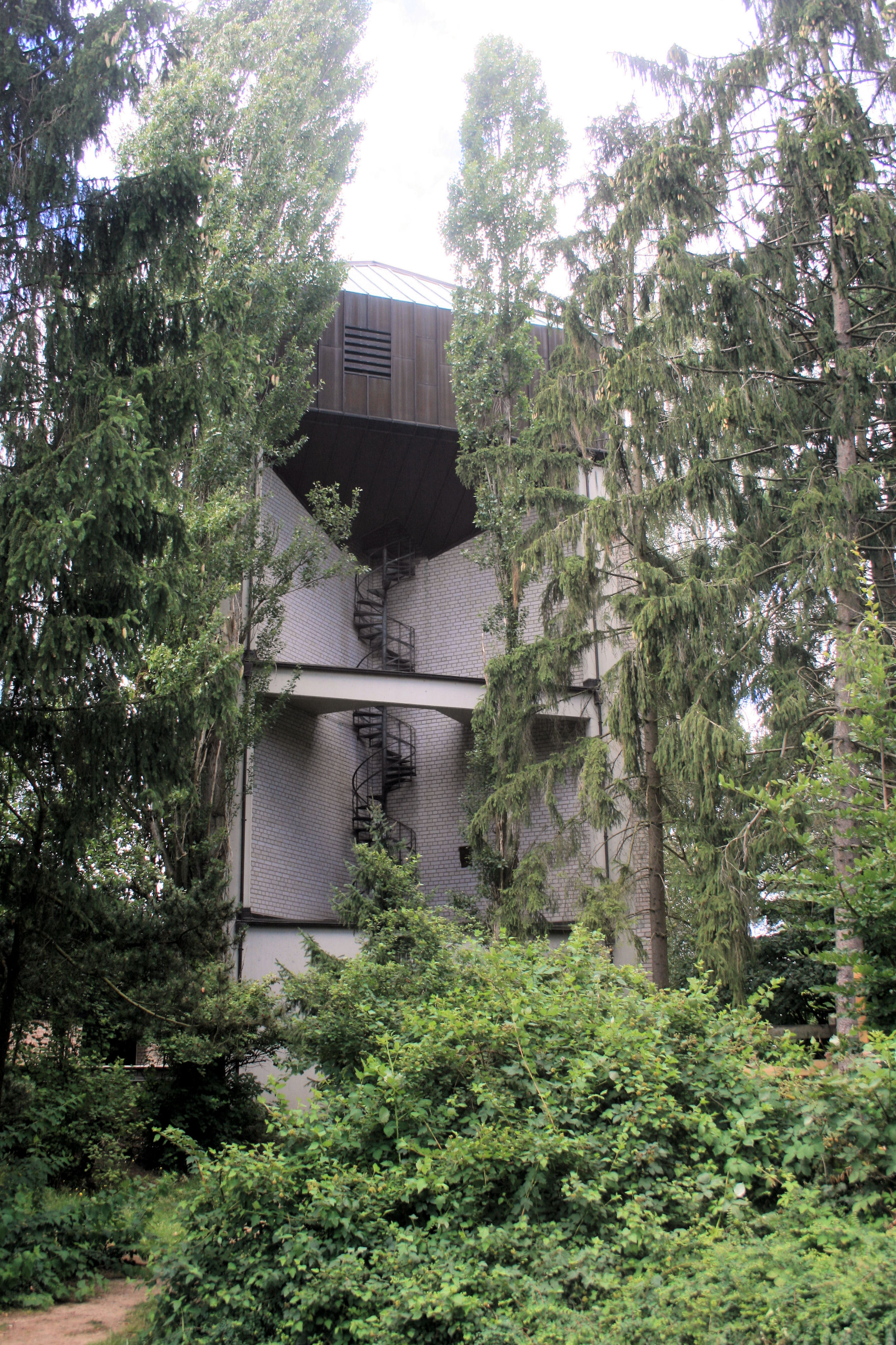
Die Friedenskirche Kaldauen
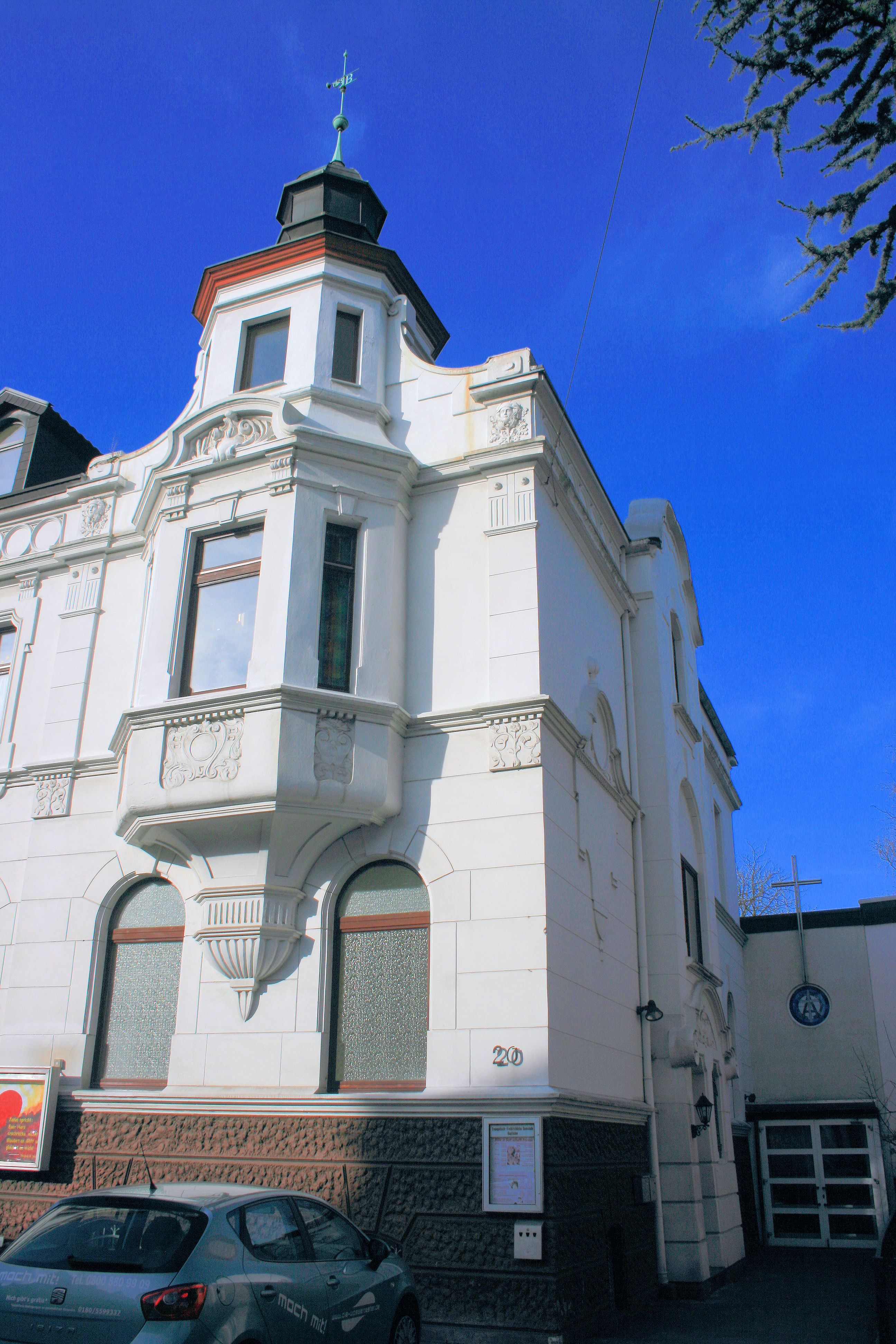
Das Gebäude der Christusgemeinde Siegburg in der Frankfurter Straße

## Kapellen
- Herz-Jesu-Kapelle (Krankenhaus)
- Marienkapelle (Siegburg)
- Königin des Friedens (Innenstadt)
- Johannes Nepomuk (Alter Friedhof)
- Hubertuskapelle in Wolsdorf
- Marienkapelle in Kaldauen
- Wegekapelle am Haus zur Mühlen
- Rochuskapelle in Seligenthal
- Wegekapellchen Schneffelrath

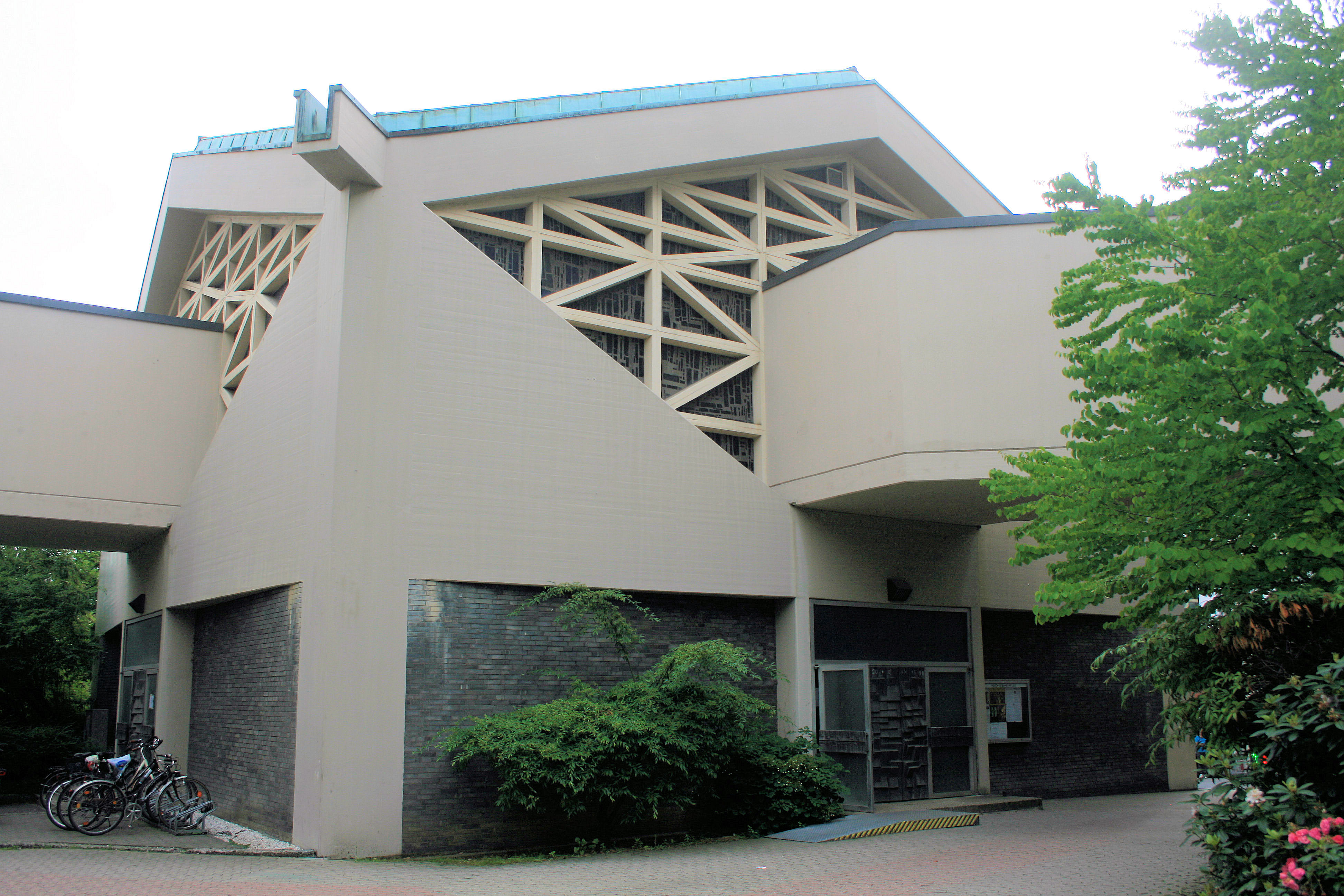
Die Kapelle im Krankenhaus
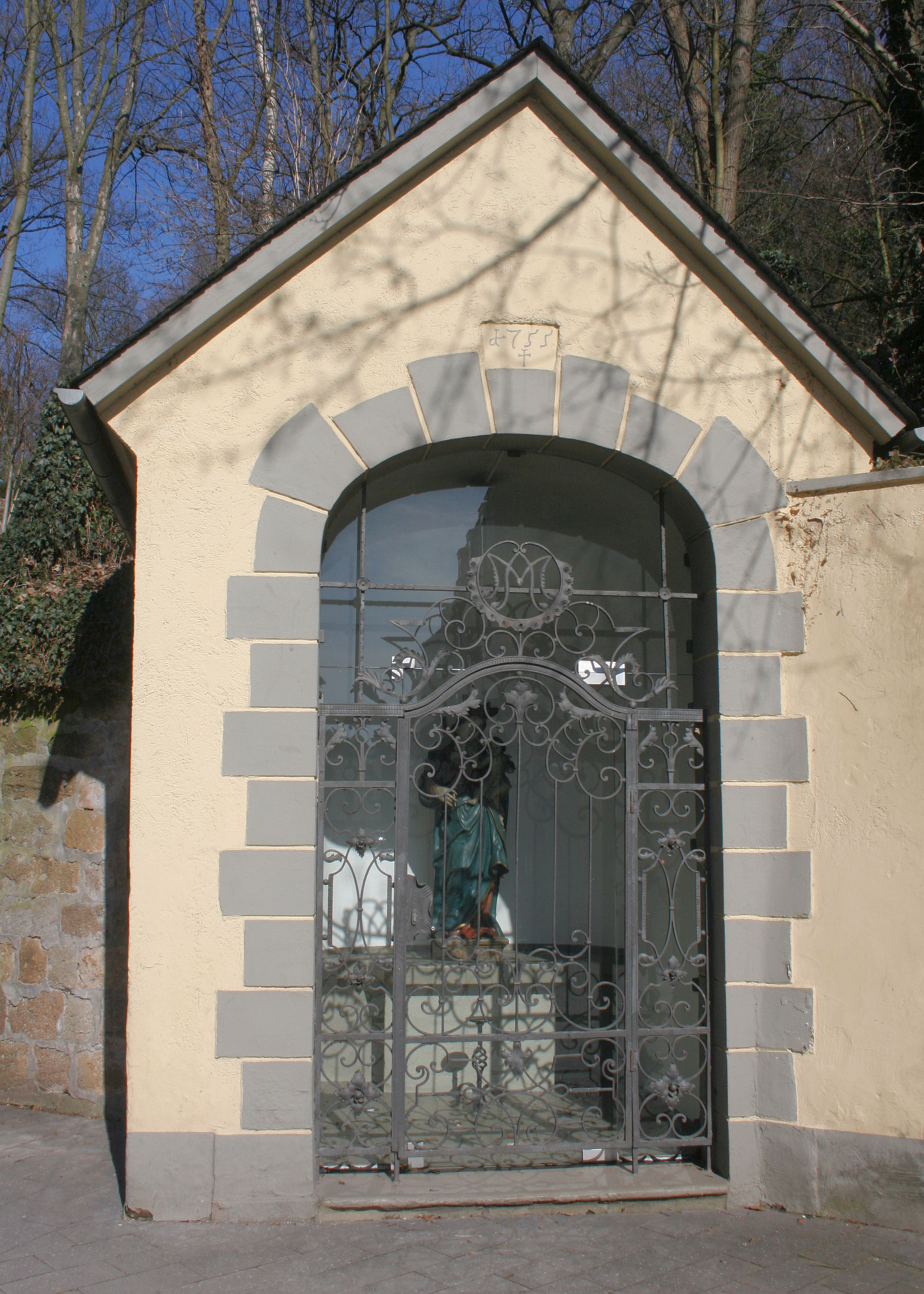
Marienkapelle an der Stadtmauer
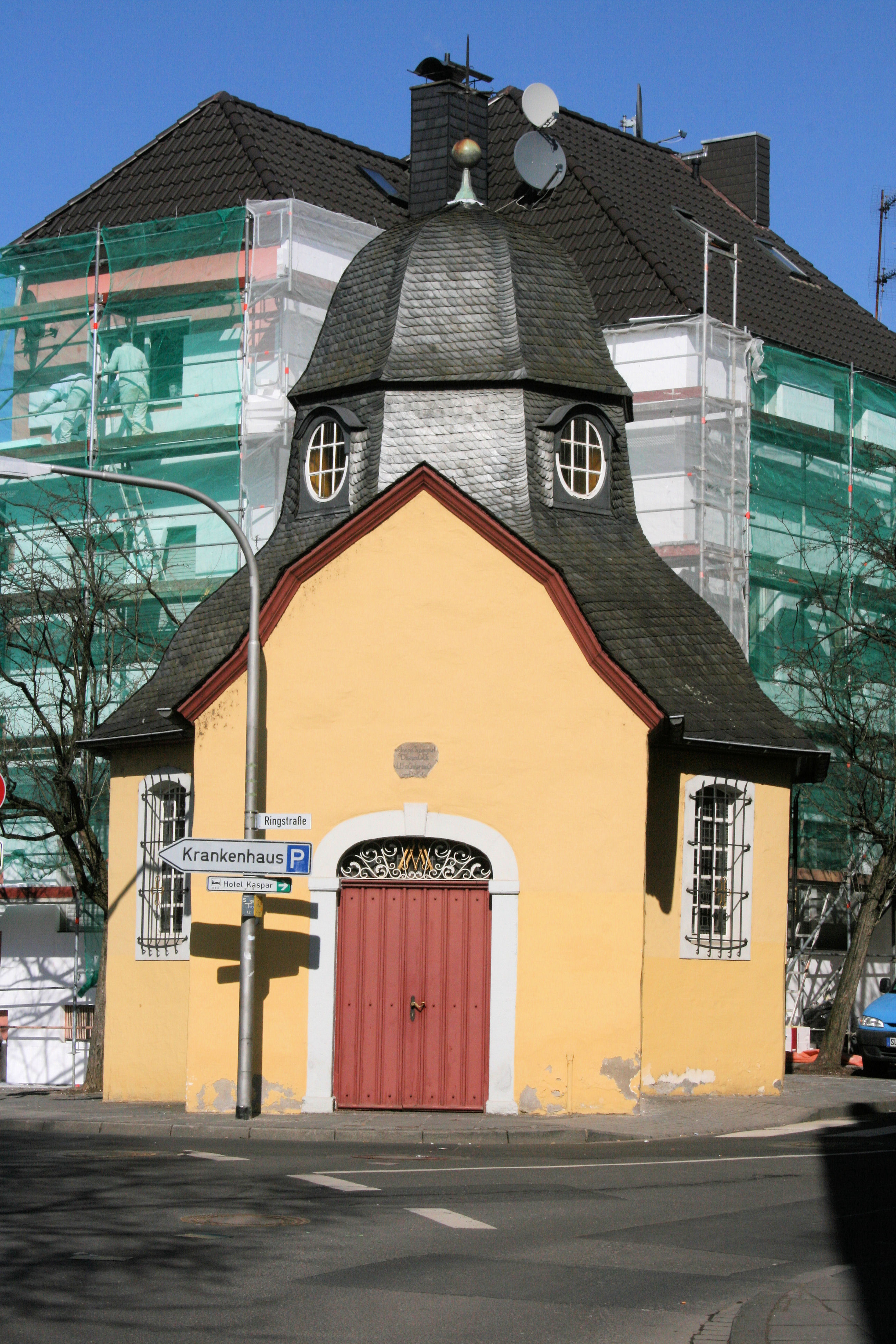
„Königin des Friedens“
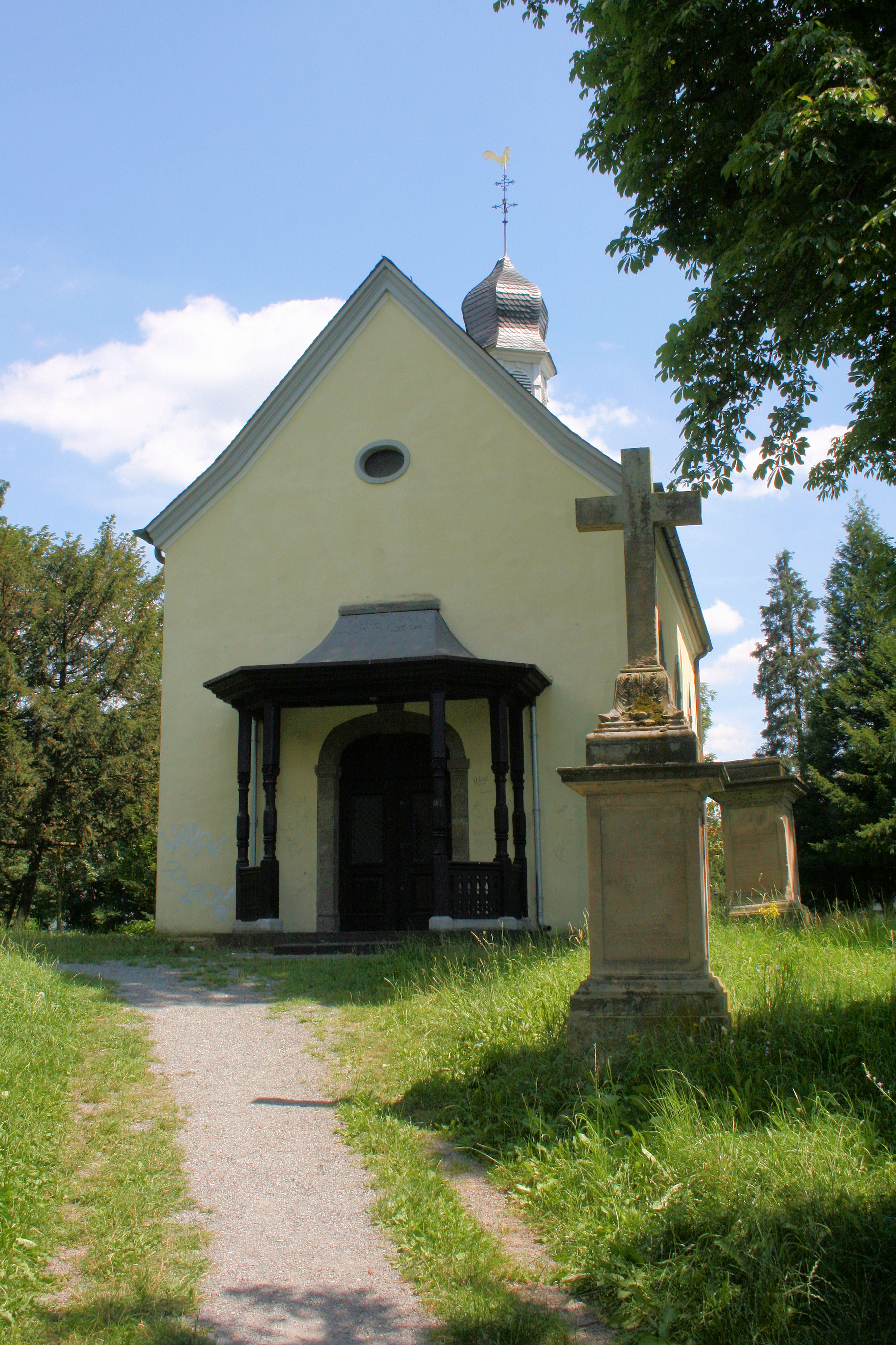
Die Nepomukkapelle am Friedhof Johannesstraße
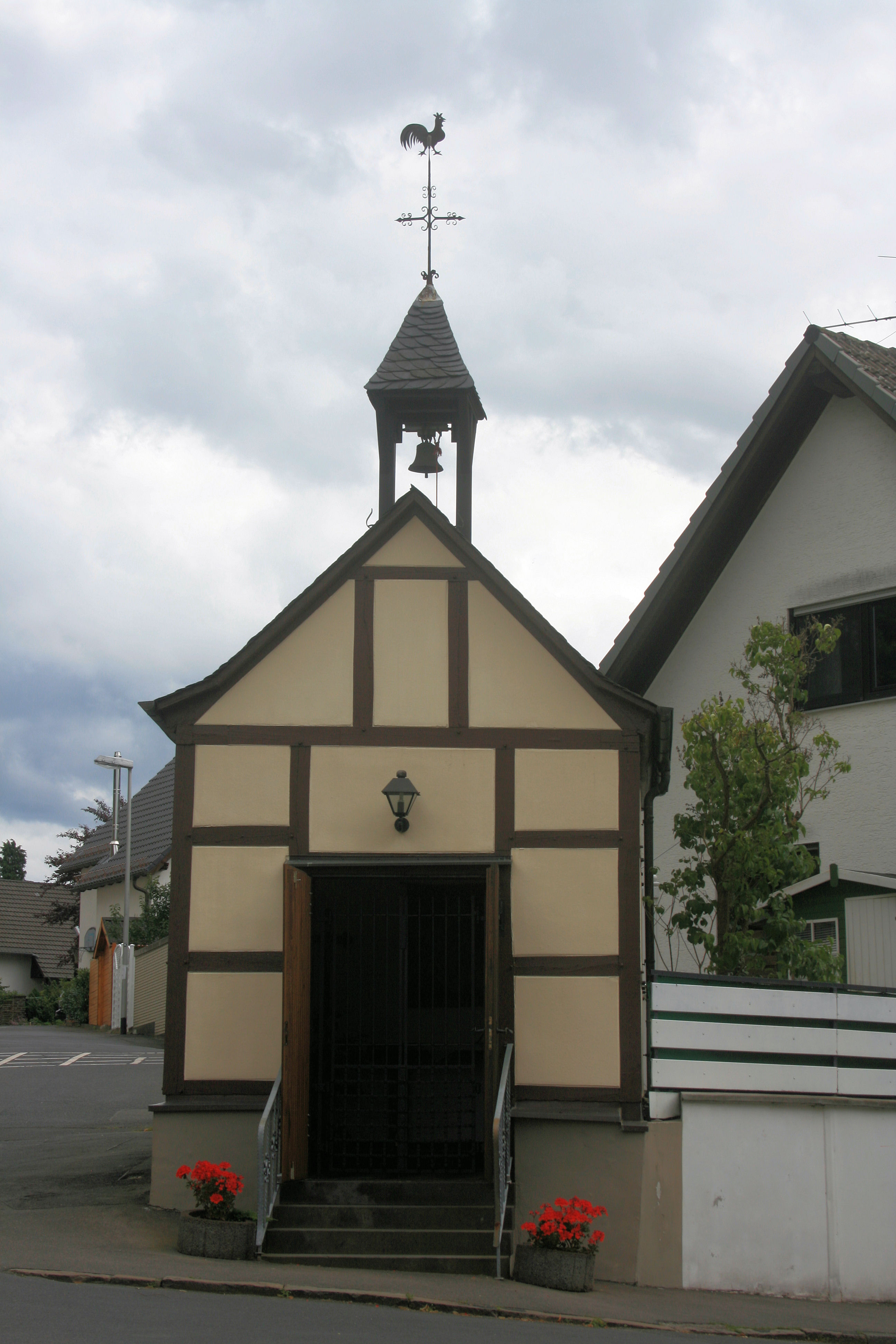
Hubertuskapelle Wolsdorf
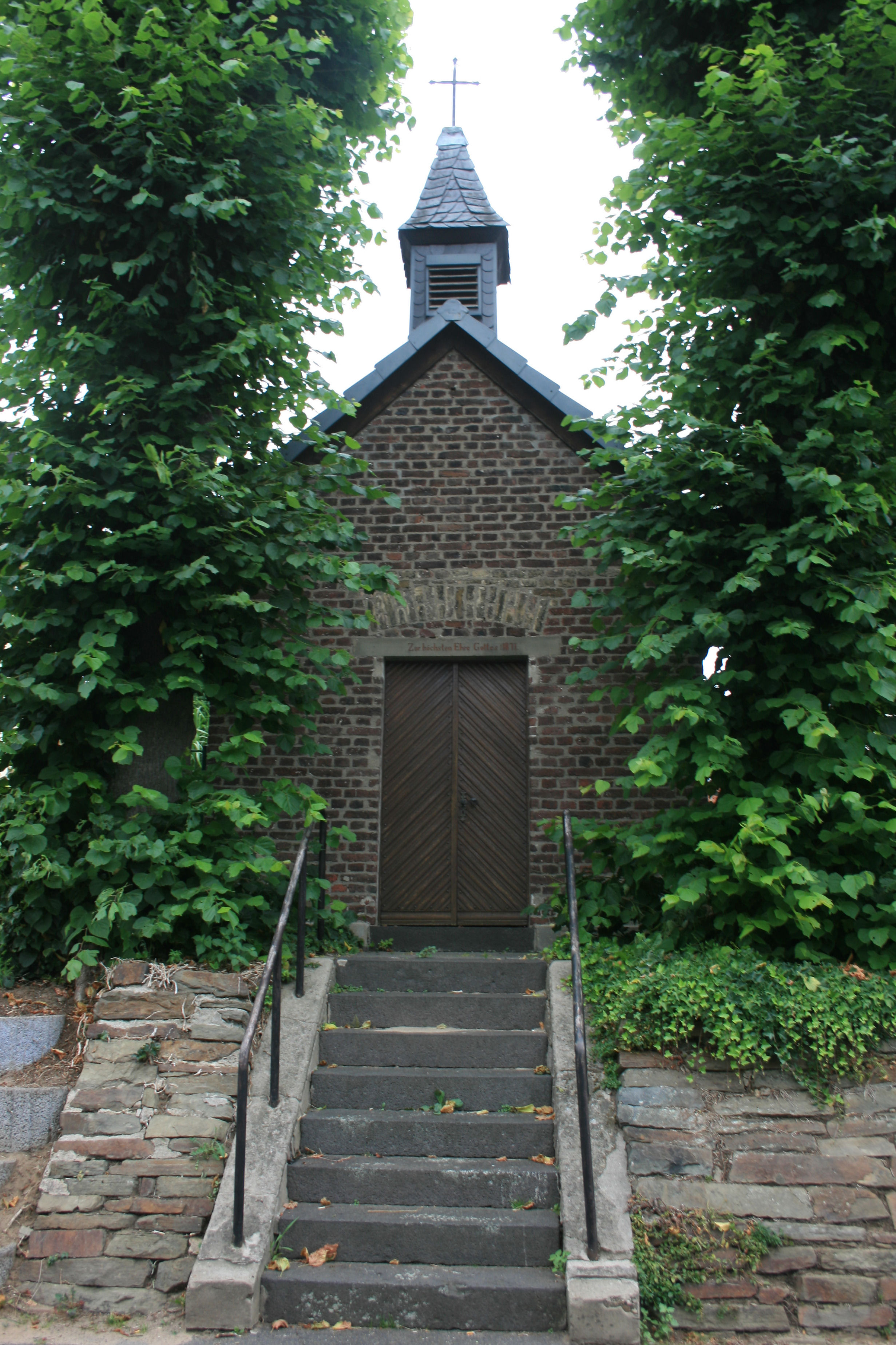
Die Kaldauener Marienkapelle
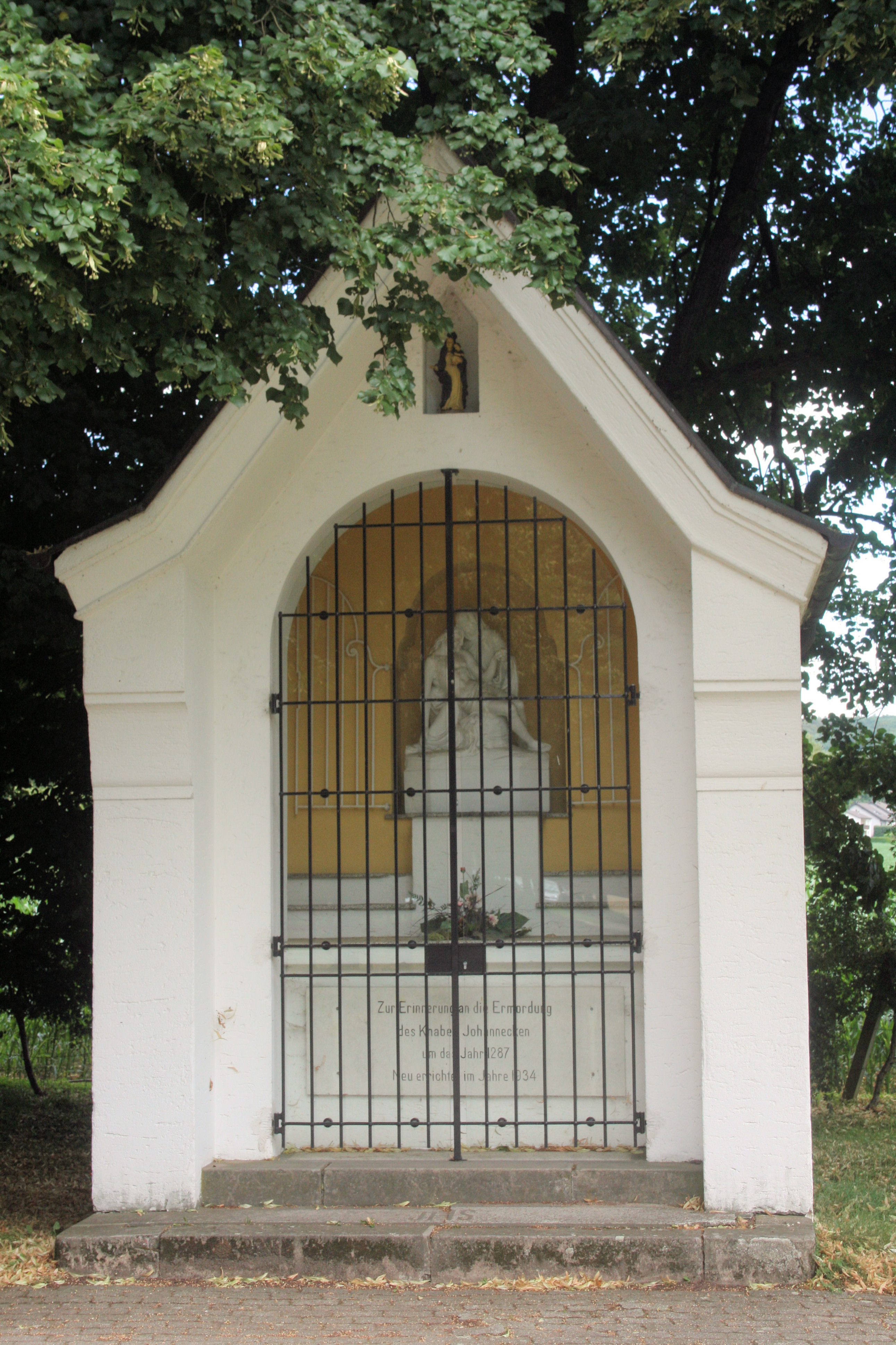
Kapelle am Haus zur Mühlen
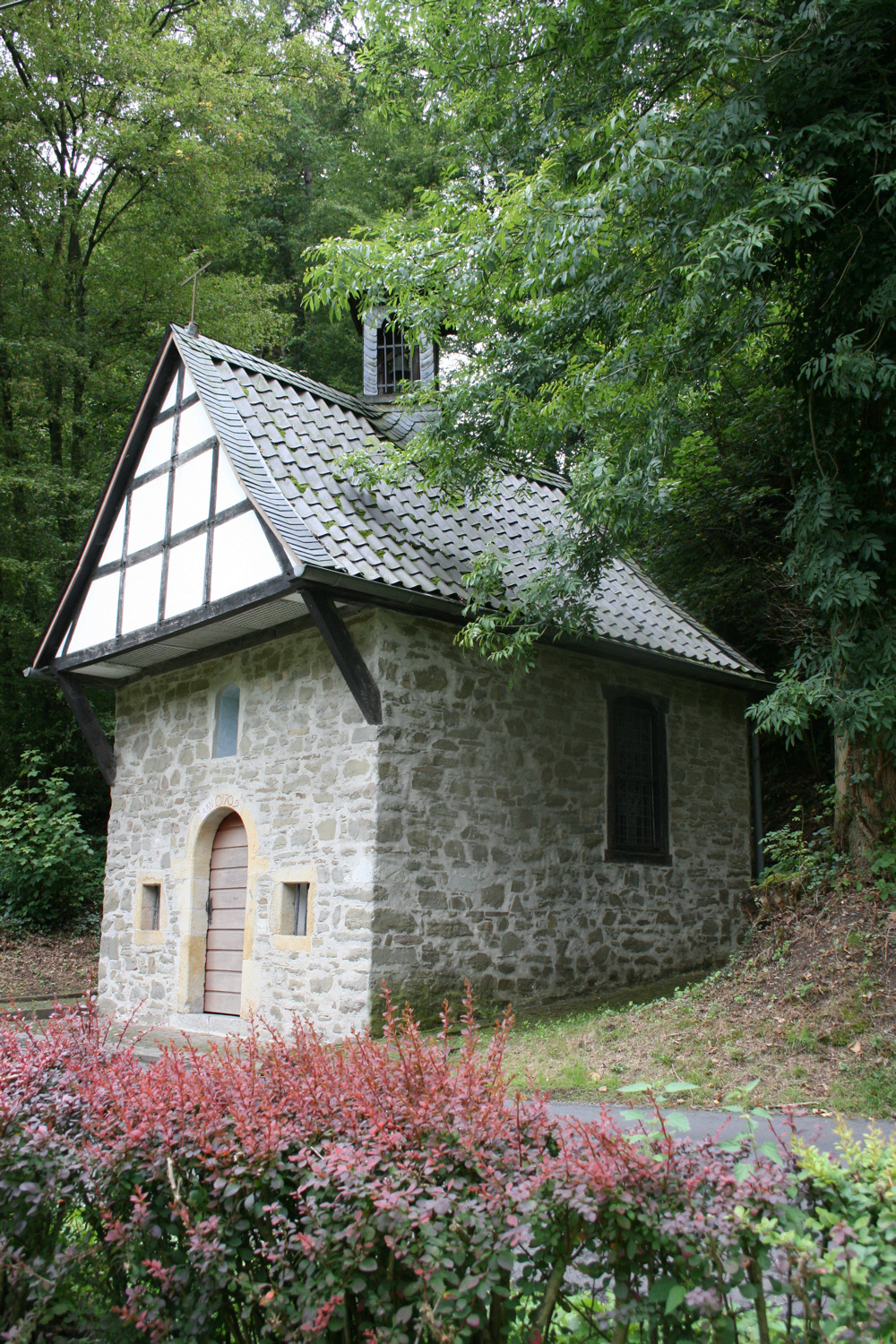
Die Rochuskapelle
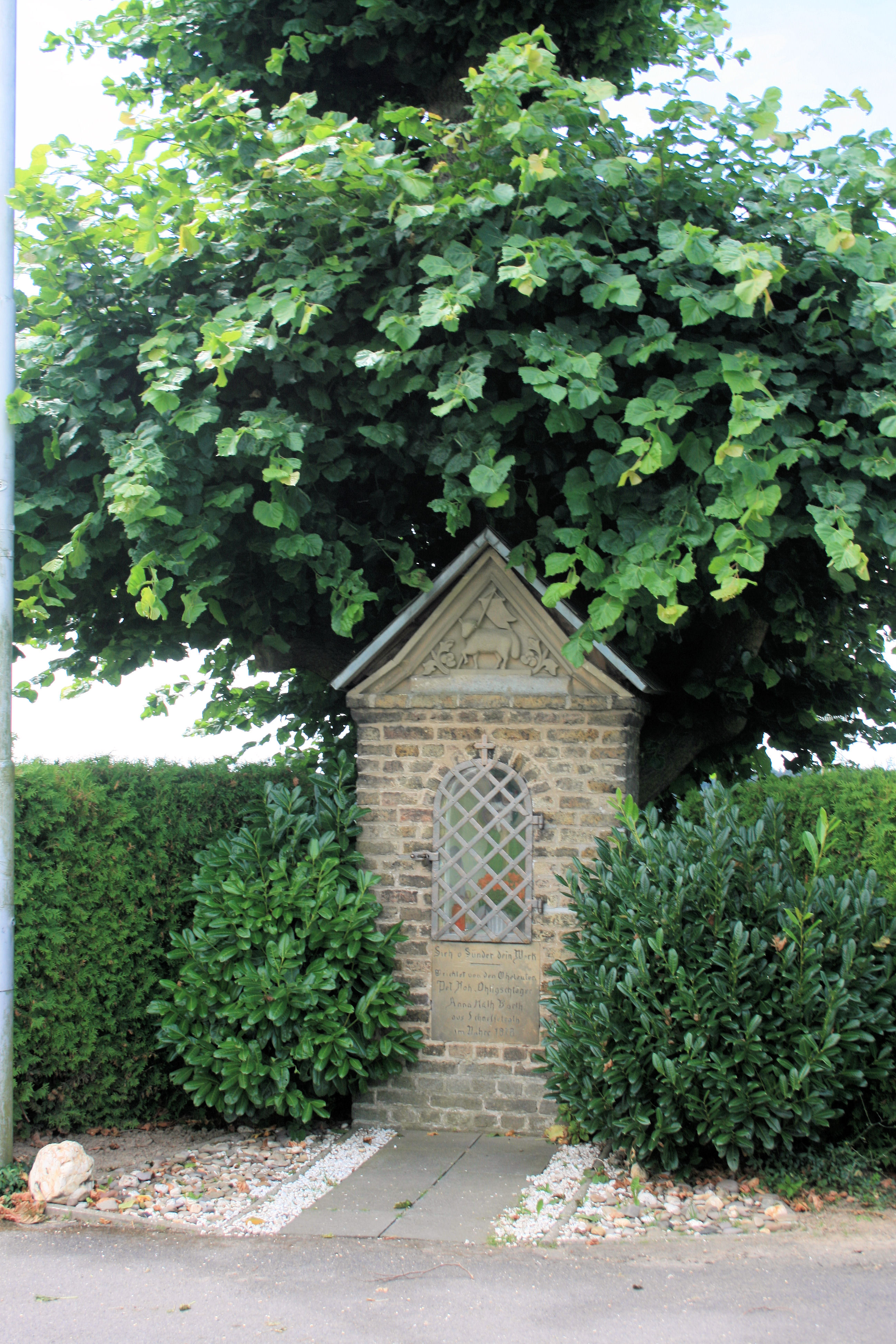
Das Wegekapellchen Auf der Höhe